# Xanthocanace hamifer
Xanthocanace hamifer är en tvåvingeart som beskrevs av Lorenzo Munari 2008. Xanthocanace hamifer ingår i släktet Xanthocanace och familjen Canacidae. Inga underarter finns listade i Catalogue of Life.